# Borong (socken i Kina)
Borong (kinesiska: 波绒, 波绒乡) är en socken i Kina. Den ligger i den autonoma regionen Tibet, i den sydvästra delen av landet, omkring 530 kilometer väster om regionhuvudstaden Lhasa. Antalet invånare är 2 370. Befolkningen består av 1 117 kvinnor och 1 253 män. Barn under 15 år utgör 32 %, vuxna 15-64 år 63 %, och äldre över 65 år 3,0 %.
Genomsnittlig årsnederbörd är 868 millimeter. Den regnigaste månaden är juli, med i genomsnitt 176 mm nederbörd, och den torraste är november, med 5 mm nederbörd.